# Školjić (Prvić)
Koordinati:   44°56′05″N, 14°46′12″E
Školjić je majhen nenaseljen otoček v Jadranskem morju. Pripada Hrvaški.
Školjić leži v prelivu Senjska vrata pri rtu Stražnica na otoku Prvić. Površina otočka je manjša od 0,01 km².